# Sheldrickita
La sheldrickita és un mineral de la classe dels carbonats. Rep el seu nom en honor de George Michael Sheldrick (1942-), professor de cristal·lografia de la Universitat de Gottingen, Alemanya. Sheldrick és el creador de programes informàtics àmpliament utilitzats per a l'anàlisi d'estructures cristal·lines.

## Característiques
La sheldrickita és un carbonat de fórmula química NaCa₃(CO₃)₂F₃·H₂O. Cristal·litza en el sistema trigonal. La seva duresa a l'escala de Mohs és 3.
Segons la classificació de Nickel-Strunz, la sheldrickita pertany a «05.DC - Carbonats amb anions addicionals, amb H₂O, amb cations grans» juntament amb els següents minerals: ancylita-(Ce), calcioancylita-(Ce), calcioancylita-(Nd), gysinita-(Nd), ancylita-(La), kozoïta-(Nd), kozoïta-(La), kamphaugita-(Y), thomasclarkita-(Y), peterbaylissita, clearcreekita i niveolanita.

## Formació i jaciments
Va ser descoberta a la pedrera Poudrette, al Mont Saint-Hilaire, a Montérégie (Quebec, Canadà). Es tracta de l'únic indret on ha estat trobada aquesta espècie mineral.